# Mechthild Gaßner
Mechthild Gaßner (* im Schwarzwald, Baden-Württemberg) ist eine deutsche Autorin, Dokumentarfilmerin und Fernsehproduzentin.

## Leben und Wirken
Mechthild Gaßner wurde im Schwarzwald geboren und schloss 1989 das Studium der Sozialpädagogik ab. 1991 beendete sie dann ihr Studium der Visuellen Kommunikation für Film und Fernsehen an der Kunsthochschule Kassel. Es folgten Weiterbildungen, unter anderem in Dramaturgie und Regie bei Krzysztof Kieślowski. Seit den 1990er Jahren produzierte sie Dokumentarfilme und Reportagen für das deutsche Fernsehen, von denen einige prämiert wurden. Mechthild Gassner hat ihre eigene Produktionsfirma in Berlin, die GASSNER Filmproduktion. Des Weiteren war sie Fremdsprachenkorrespondentin in Paris und London.

## Filmografie (Auswahl)
(Buch/Regie/Produktion)
- 1995: Auf Leben und Tod (37 Grad, ZDF)
- 1997: Die Totenwäscherin – Leben im Grenzbereich (37 Grad, ZDF)
- 2002. Wenn Eltern Pflege brauchen – Töchter im Konflikt (37 Grad, ZDF)
- 2003: Das halbe Leben (Dokumentarfilm, Das kleine Fernsehspiel, ZDF)
- 2004: Das Kanzleramt (5tlg. Fernsehdokumentarserie, SWR/ARD)
- 2006: Die letzte Reise (5tlg. Fernsehdokumentarserie, WDR/ARD)
- 2006: Reingetappt – Mit 18 in der Schuldenfalle (37 Grad, ZDF)
- 2007: Ein Engel für Opa (37 Grad, ZDF)
- 2008: Die kulinarischen Abenteuer der Sarah Wiener (Koch/Reisejournal-Serie, arte)
- 2009: Leben im Chaos – Wenn Ordnung keine Chance hat (37 Grad, ZDF)
- 2009: 24h Berlin – Ein Tag im Leben – Regie bei einer Episode (rbb/arte)
- 2010: Tod auf den Gleisen – Trauma eines Lokführers (Tag 7, WDR)
- 2011: Die Angst des Lokführers (Die Story, WDR)
- 2011: Heute ist Gestern und Morgen (WDR/arte)
- 2013: Einer fehlt (rbb/arte)
- 2015: So lange Du da bist – Wenn Kinder kranke Eltern haben (37 Grad, ZDF)
- 2017: Berührungen (rbb/arte)
- 2018: Das dunkle Geheimnis – Missbrauch in der Familie (37 Grad, ZDF)
- 2019: Der unsichtbare Feind – Ein Leben mit dem Keim (37 Grad, ZDF)

## Auszeichnungen
- 2000: Lobende Erwähnung, Intern. Ökum. Fernsehfestival Helsinki, "Die Totenwäscherin"
- 2003: Bester Film, Spektrum Junger Film, Cologne Conference, "Das halbe Leben"
- 2004: Hauptpreis Dignity & Work,  Intern. Gdansk DocFilm Festival, "Das halbe Leben"
- 2006: Frauenmedienpreis,  Juliane-Bartel-Preis, Die letzte Reise
- 2011: Nominiert für den Deutschen Fernsehpreis, "Heute ist Gestern und Morgen"